# فرد سيلفرمان
فرد سيلفرمان (بالإنجليزية: Fred Silverman)‏ هو منتج تلفزيوني أمريكي، ولد في 13 سبتمبر 1937 في نيويورك في الولايات المتحدة.

## وصلات خارجية
- فرد سيلفرمان على موقع IMDb (الإنجليزية)
- فرد سيلفرمان على موقع الموسوعة البريطانية (الإنجليزية)
- فرد سيلفرمان على موقع إن إن دي بي (الإنجليزية)
- فرد سيلفرمان على موقع قاعدة بيانات الفيلم (الإنجليزية)